# آغبلاغ (بستان‌آباد)
آغبلاغ یکی از روستاهای استان آذربایجان شرقی است که در دهستان مهران‌رود جنوبی بخش مرکزی شهرستان بستان‌آباد واقع شده‌است.این روستا ۳۹۳ نفر جمعیت دارد.
وضعیت طبیعی روستا کوهستانی تپه‌ای می‌باشد؛ که دارای حدود ۷۲خانوار و جمعیت حدود بر ۳۹۳ نفر می‌باشد.

## موقعیت جغرافیایی
روستای اغبلاق دارای چشمه ای می‌باشد که از زیر مسجد روستا جاری می‌شود؛ که منبع اب زمین‌های کشاورزی اغبلاق است.

### حیوانات
```
این روستا پر است از حیوانات وحشی مانند 
خرس
 و 
 گرگهای
 گرسنه که هر لحظه ممکن است حمله کنند و همچنین 
 عقابهای
 این منطقه نیز معروف هستند.
```

### محصولات
آقبلاغ سر آذربایجان است سیب زمینی‌های این روستا هم خیلی با کیفیت است آسیاب خرابه ای نیز در مسیر این چشمه قرار داشته که بر اثر شرایط محیط تخریب شده‌است یکی از بزرگ‌ترین ایرادهای آقبلاغ مسیر سخت و داغون آن می‌باشد درحالی که مسیر اصلی این روستا مسیر بالا می‌باشد که متأسفانه رسیدگی نمی‌شود و کم‌کاری شده‌است.